# 雷丁顿岸 (佛罗里达州)
雷丁顿岸（英語：Redington Shores），是美国佛罗里达州皮尼拉斯縣下属的一座城市。建立于1955年。面积约为3.1平方公里（约合1.2平方英里）。根据2010年美国人口普查，该市有人口2,121人。论人口在本州排行第280。